# Frontière entre le Malawi et le Mozambique
La frontière entre le Malawi et le Mozambique englobe l'essentiel de la partie méridionale du territoire Malawite. 
Son tracé débute par un tripoint situé à une soixantaine de kilomètres à l'ouest de la capitale Lilongwe, intersection avec les frontières Malawi/Zambie et Mozambique/Zambie. De là, elle prend une direction sud-est, restant à une distance approximative de 120 km de la rive orientale du Lac Malawi jusqu'au niveau de l'extrémité sud de celui-ci, où elle prend un axe ouest jusqu'à la localité de Dedza située 40 km au sud-ouest du lac.
À partir de Dedza, la frontière reprend de nouveau une direction sud-est englobant les territoires situés sur une cinquantaine de kilomètres de la rive droite de la rivière Shire, qu'elle finit par rejoindre à environ 70 km de sa confluence avec le Zambèze. 
De cet endroit, elle suit le cours du Shire vers l'amont jusqu'à la ville de Bangula, puis prend une direction est afin d'englober le Massif Mulanje au profit du Malawi, tout comme le lac Chilwa dont elle longe la rive orientale. De là, elle rallie la rive sud-est du lac Malawi au niveau de la localité de Msinje, puis partage le lac par son milieu, remonte le long de la rive orientale (enclavant les îles Chizumulu et Likoma dans les eaux territoriales mozambicaines) jusqu'à la localité d'Aldeia Chuindi située sur les bords du lac, qu'elle rejoint en formant un second point triple avec les frontières Mozambique/Tanzanie et Malawi/Tanzanie.